# Literatura na Świecie
Die Literatura na Świecie (Literatur in der Welt), kurz LnŚ, ist eine polnische Monatszeitschrift, die seit 1971 in Warschau herausgegeben wird. Sie ist die einzige polnische Zeitschrift, die fremdsprachiger Literatur gewidmet ist. Der Herausgeber ist das Buch-Institut.

## Geschichte
Die Monatsschrift wurde 1971 gegründet und erschien im Großformat. Der erste Chefredakteur war Wacław Kubacki. Im Oktober 1972 übernahm Wacław Sadkowski die Leitung der Zeitschrift, die nun in einem kleineren Format herausgegeben wurde. Zudem wurden die jeweiligen Ausgaben einem Schriftsteller, einem Kulturkreis oder einem speziellen Thema gewidmet.
Seit 1994 wird die Zeitschrift von Piotr Sommer geleitet. Seitdem erscheint sie wieder im Großformat. Neben Übersetzungen werden auch literaturkritische Abhandlungen, Diskussionen und Besprechungen von Übersetzungen publiziert.

## Preise
Seit 1972 verleiht die Zeitschrift Literatura na Świecie alljährlich Preise, zunächst für die beste Übersetzung von Prosa und die beste Übersetzung von Lyrik. Fünf weitere Kategorien kamen 1994 hinzu:   „Neue Stimme“, Verlagsinitiative, Translationswissenschaft, Komparatistik und Literaturwissenschaft. Zudem wird der Sonderpreis Mamut verliehen werden.